# Schah Mahmud Khan

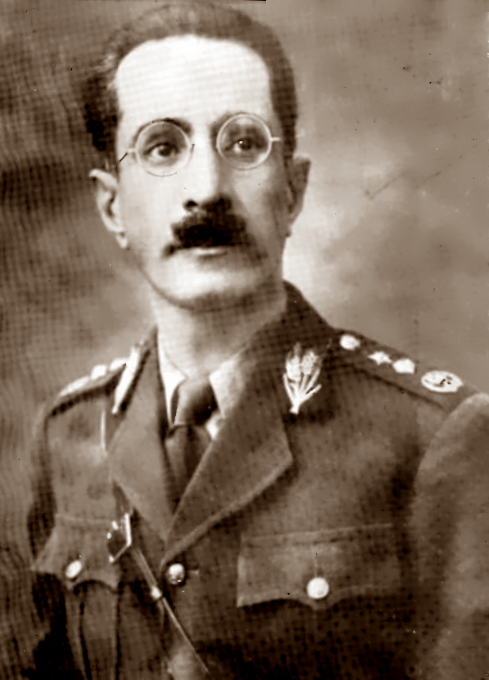
Schah Mahmud Khan

Sardar Schah Mahmud Khan (paschtunisch شاه محمود خان; * 6. Juni 1887 in Dehradun, Indien; † 27. Dezember 1959) war von Mai 1946 bis zum 7. September 1953 Ministerpräsident von Afghanistan. Er war als ein Mohammedzai der Bruder von Mohammed Nadir Schah und der Onkel von Mohammed Sahir Schah. Der Wechsel vom Amt des Kriegsministers in das Amt des Premierministers wird so dargestellt: Am 22. Januar 1946 ordnet Mohammed Sahir Schah Wahlen für eine Nationalversammlung an. Am 9. Mai 1946 tritt Sardar Mohammed Haschim Khan aus Gesundheitsgründen vom Amt des Premierministers zurück und Mahmud Khan wird mit der Regierungsbildung beauftragt.

## Leben
Er studierte am Habibia College in Kabul. Von 1904 bis 1917 leitete er als Sar Khan Ispor den Personenschutz von Habibullah Khan. 1917 wurde er zum General befördert und 1919 im dritten anglo-afghanischen Krieg eingesetzt.
Von 1919 bis 1920 war er Gouverneur und Oberbefehlshaber der Südprovinz („Southern Province“, 1964 aufgeteilt). Von 1922 bis 1925 war er Oberbefehlshaber der Provinzen Badachschan und Qataghan. Von 1925 bis 1927 war er Gouverneur der Ostprovinz („Eastern Province“, Afghanistan 1964 aufgeteilt). Von 1927 bis 1928 war er Gouverneur von Dschalalabad. Von 1928 bis 1929 war er stellvertretender Innenminister. Von 1929 bis 9. Mai 1946 war er Oberbefehlshaber und Kriegsminister von Afghanistan. 1932 war er Präsident des afghanischen Olympischen Komitees.
Er heiratete im Dezember 1920 Safura Begum, Qamar ul-Banat (* 1902) eine Tochter des Habibullah Khan. Sie hatten zehn Töchter und sechs Söhne. Er wurde mehrfach ausgezeichnet: 1931 mit dem Chrysanthemenorden und dem Sardar-i-Ala (Amanullah Khans Hausorden). Am 3. November 1926 wurde ihm ein nach Humayun benannter Orden zweiter Klasse zuerkannt.